# Marloffstein
Marloffstein è un comune tedesco di 1 603 abitanti, situato nel land della Baviera.